# Leptochiton latidens
Leptochiton latidens is een keverslakkensoort uit de familie van de Leptochitonidae. De wetenschappelijke naam van de soort is voor het eerst geldig gepubliceerd in 1933 door Bergenhayn.